# بلاتنو (ناحیه لوونی)
بلاتنو (به چکی: Blatno) یک منطقهٔ مسکونی در جمهوری چک است که در ناحیه لوونی واقع شده‌است. بلاتنو ۲۲٫۳۵ کیلومتر مربع مساحت و ۵۳۹ نفر جمعیت دارد و ۴۱۲ متر بالاتر از سطح دریا واقع شده‌است.